# Centro Histórico da Cidade de Paramaribo
Paramaribo é uma antiga cidade colonial neerlandesa dos séculos XVII e XVIII situada na costa norte da América do Sul. É hoje capital do Suriname. O plano altamente característico e original para o traçado das ruas do centro histórico permanece hoje intacto. Os seus edifícios ilustram a fusão gradual da influente arquitetura dos Países Baixos com as técnicas e materiais tradicionais, criando o que a UNESCO classificou como um novo "idioma arquitetônico".